# Raimond de Turenne

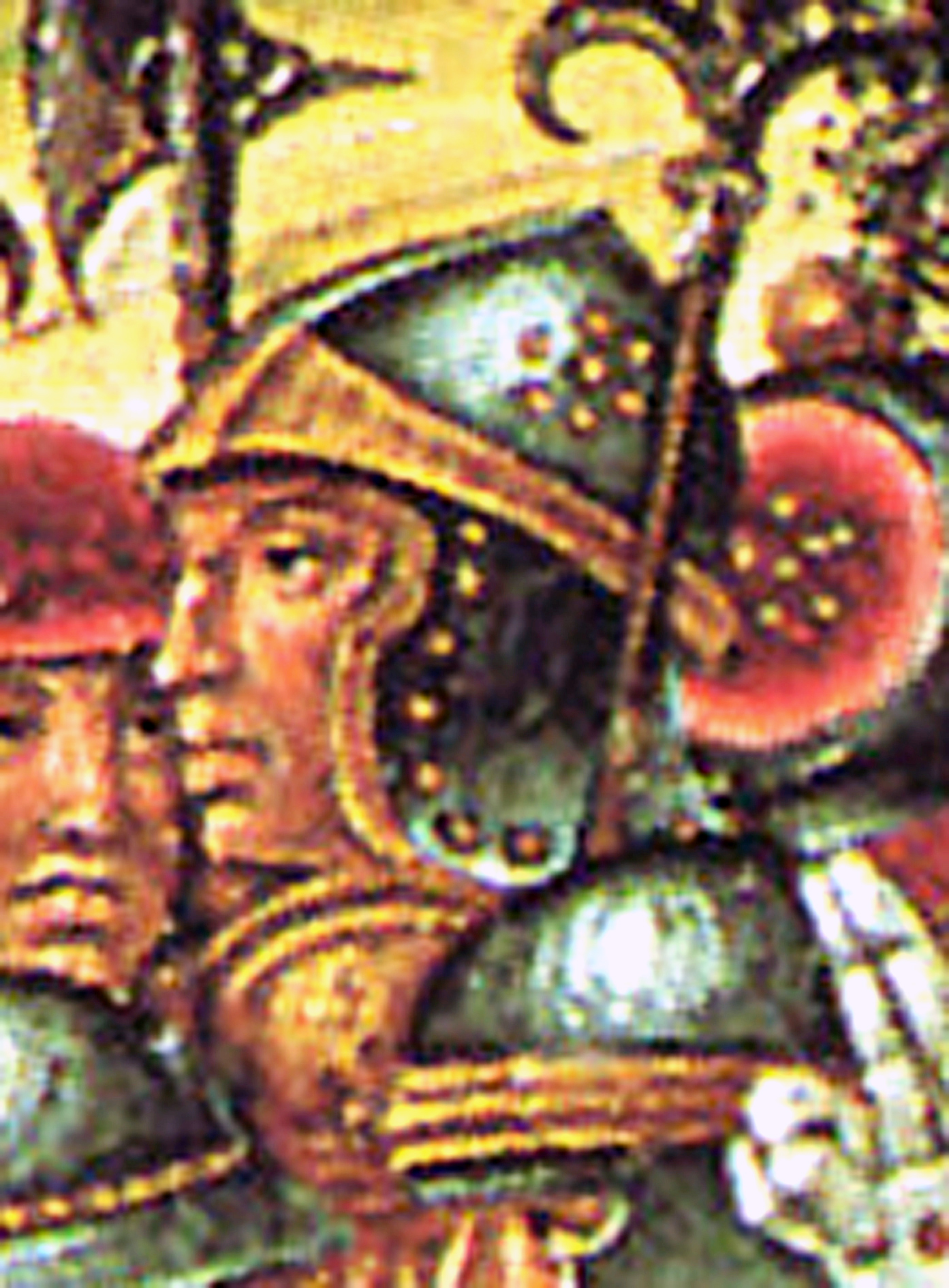
Raimond de Turenne auf einem Fresko im Hospital Santa Maria della Scala in Siena, von Benvenuto di Giovanni, 1436–1518

Raimond-Louis Roger de Beaufort, Vicomte de Turenne, genannt Raimond de Turenne (* 1352 in Villeneuve-lès-Avignon; † März 1413), war Capitaine des Armes des Comtat Venaissin, Päpstlicher Hauptmann in Italien und ist bekannt unter dem Namen „Geißel der Provence“ (Fléau de Provence) in seinem Kampf gegen Marie de Blois, Gräfin von Provence, und den beiden Gegenpäpsten Clemens VII. und Benedikt XIII.

## Leben
Raimond Roger de Beaufort ist der Sohn von Guillaume III. Roger de Beaufort, Comte de Beaufort und Vicomte de Turenne, und Aliénor de Comminges, Großneffe von Papst Clemens VI. und des Kardinals Hugues Roger, Neffe von Papst Gregor XI. und Nicolas Roger de Beaufort. Raimond de Turenne gehört dem Adel des Limousin und der Provence an. Darüber hinaus als Ehemann von Marie d’Auvergne, dite de Boulogne, Nichte von Jeanne, der zweiten Ehefrau des Königs Johann II. konnte er Beziehungen zum französischen Hof nutzen, für den er in Flandern kämpfte (Feldzug gegen Bourbourg), sowie zum Papsttum in Avignon, dessen Truppen in Italien er befehligte (Piemont, Lombardei und der Krieg der Acht Heiligen gegen einen italienischen Städtebund und Führung von Florenz).

### Seine ersten Jahre
Raimond machte seine ersten militärischen Erfahren im März 1368 gegen Bertrand du Guesclin bei der Belagerung von Tarascon, bei der Belagerung von Arles und Céreste, sowie bei Apt, wo die Truppen des Bretonen das provenzalische Heer vernichteten. Er beteiligte sich dann an der Unterdrückung der laborieux, die sich gegen die Auflagen der beiden Armeen aufgelehnt hatten. 1372 kehrte er von seinem ersten Feldzug in Italien zurück, wo er 1372 bei Cuneo von Amadeus VI. von Savoyen zum Ritter geschlagen wurde. Auch scheint er nicht an der blutigen Unterdrückung des Tuchineraufstands (1381–1384) im Languedoc teilgenommen zu haben; das war das Werk seines Vaters und von Gantonnet d’Abzac, seinem zukünftigen Leutnant. Stattdessen hat Raimond die Überlebenden angeheuert und sie gegen Thibaud de Budos kämpfen lassen, der seine Burg Portes in Portes zurückerobern wollte.

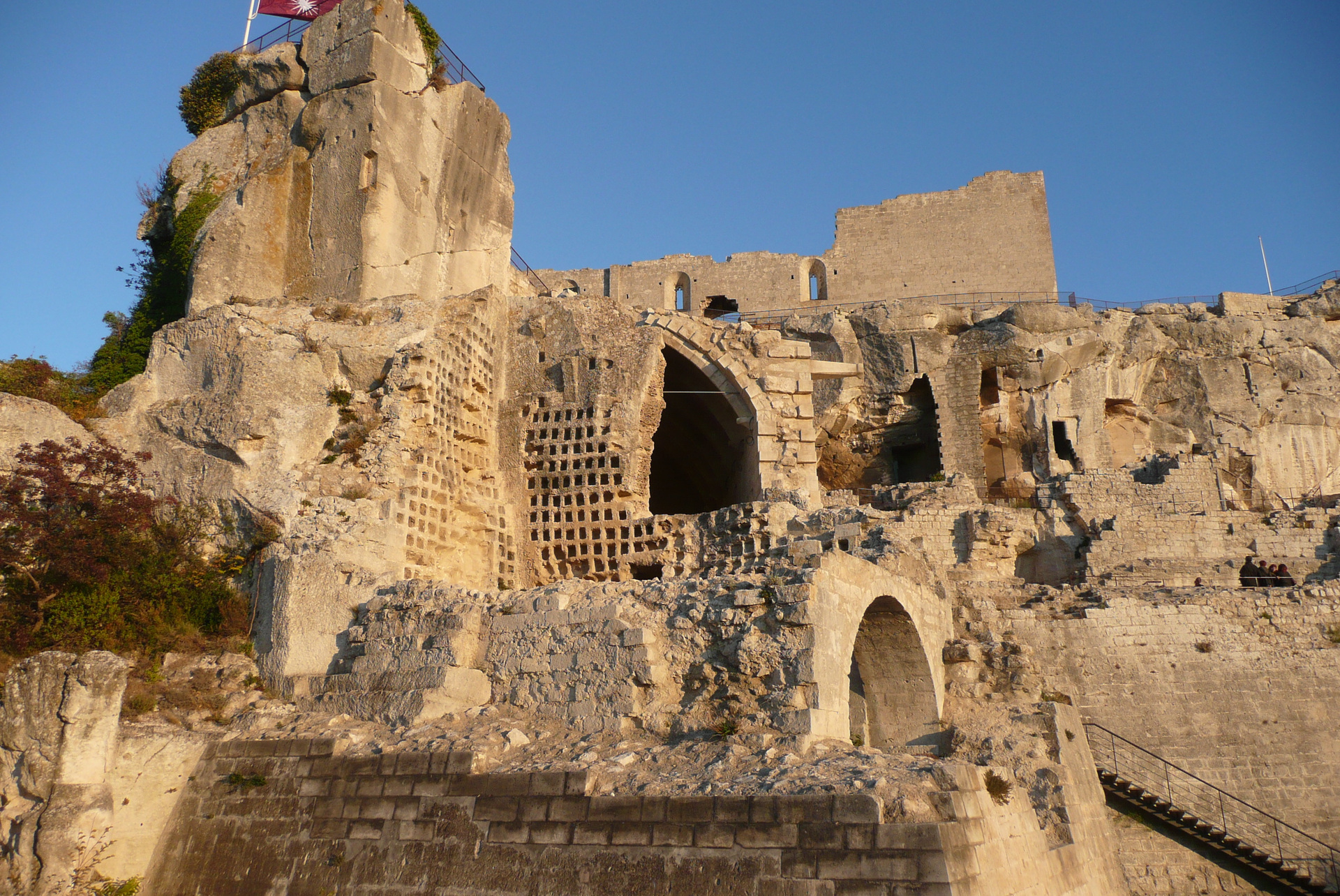
Die Burg Les Baux

### Die Lehen der Roger de Beauforts
Neben der Vizegrafschaft Turenne und Châlus, die ihm sein Vater bei seiner Hochzeit im Oktober 1375 überlassen hatte, besaß die Familie Raimonds zahlreiche Lehen in der Provence, darunter Les Baux, Saint-Rémy, Pertuis, Meyrargues, Les Pennes etc., in den Baronnies: Séderon, Châteauneuf-de-Mazenc, Savasse, und im Languedoc rhodanien: Alès, Anduze, Bagnols-sur-Cèze, Cornillon, Portes-Bertrand, Saint-Étienne-Vallée-Française etc. Als Belohnung für seine militärischen Erfolge in Italien hatte Kaiser Karl IV. seinem Vater Guillaume III. Roger de Beaufort am 8. Dezember 1373 die Lehen in der Toskana (im Bistum Chiusi und in der Gerichtsbarkeit Cortona) zurückgegeben.

### Sein Krieg in der Provence
Raimond de Turenne, der Kapitän der Armee des Comtat Venaissin und Päpstlicher Kapitän in Italien war, ist nach wie vor am vor allem für den Krieg und die Plünderungen in der Provence, in den Baronnies und in Valdaine, sowie vor den Toren von Montelimar zwischen 1389 und 1399 bekannt, nachdem die zweite angevinische Dynastie der Grafen von Provence auf die Schenkungen zurückkam, die Johanna I. von Neapel gemacht hatte. Régis Veydarier zeigt auf, warum der Vicomte im Feudalgesetz nur in einen bewaffneten Konflikt mit der päpstlichen (Clemens VII. und Benedikt XIII.) oder gräflichen (Marie de Blois) Macht treten konnte, die ihn ausgeraubt hatten.

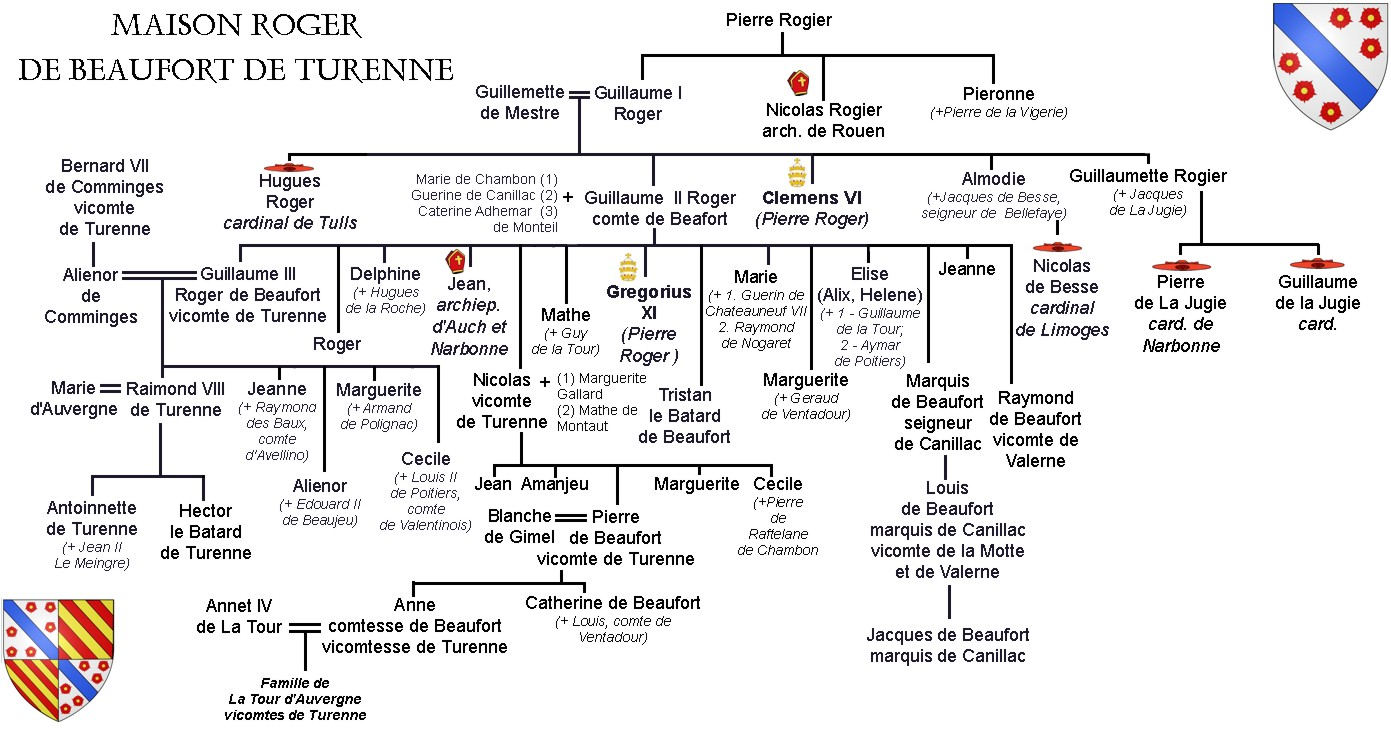
Beaufort Turenne

#### Seine Kriege gegen Clemens VII.
Das Leben und die Taten dieses schrecklichen Vicomte bestätigen die Behauptung Emmanuel Le Roy Laduries, dass für unsere Vorfahren aus dem 14. Jahrhundert galt: Vivre son destin, c’est tenir son rang et ne pas sortir de sa condition („Sein Schicksal zu leben heißt, seinen Rang zu behalten und nicht seine Umstände zu verlassen.“)
Das ist es, was eine Figur von Turennes Ausmaßen vor allem angesichts „seines Onkels, dieses Papstes in Avignon“, des berühmten Clemens VII., tat, der das Abendländische Schisma in der Katholischen Kirche hervorgerufen hatte. Das Wenigste, das man sagen kann, ist, dass der Pontifex in Avignon gegenüber seinem Verwandten eher zur Provokation neigte als zu gütiger Nachsicht, die seine Heiligkeit natürlich hätte zeigen müssen.
Am 24. Oktober 1383 hatte Clemens VII., der die Anwesenheit Raimonds in Flandern (Bourbourg, September 1383, siehe oben) ausnutzte, es für ratsam gehalten, seinem Onkel Marquis de Canillac seine Einkünfte aus Grillon zu entziehen und sie an Giraud d’Adhémar weiterzugeben. Konfrontiert mit einer solchen Persönlichkeit, deren störrisches Wesen und Überlegenheit im Kampf durch den mächtigen Antrieb von Stolz und Sieg getragen wurden, konnte Clemens VII. nur machtlos seinen Feldzügen zusehen, die in allen seinen Staaten einen Todeswirbel auslösten.

#### Seine Kriege gegen Benedikt XIII.
Benedikt XIII. hatte die Streitigkeiten seines Vorgängers geerbt. Turenne tötete, plünderte und brandschatzte weiter zu seinem eigenen Vorteil, trotz der Verurteilungen aus dem Palast der Päpste in Avignon. Kein Papst konnte diesen Mann mit ein paar Exkommunikationsblasen beruhigen. Sein Skeptizismus hatte ihn unerschütterlich, gleichgültig und unempfindlich gegenüber solchen Drohungen gemacht.

#### Seine Kriege gegen Marie de Blois, Comtesse de Provence
Raimonds Bestimmung seit seiner Kindheit, das Erbe und Privilegien der Roger de Beaufort zusammenzuhalten, war auch Gegenstand beispielloser Forderungen, als die Regentin Marie de Blois ihn für ihren jüngeren Sohnes Charles du Maine (1380–1404) um die Hand seiner Tochter Antoinette bat.
Um sein Knie nicht vor seinem Schwiegersohn zu beugen, hätte der Vicomte, der immer bereit war, die Rolle und den Rang anzunehmen, die er für sein Eigentum hielt, geglaubt zu scheitern, hätte er angenommen. Er lehnte ab und zog es vor, seine Erbin mit Jean II. Le Maingre, genannt Boucicaut, Marschall von Frankreich, zu verheiraten, eine Partie, die von den Princes de Sang und dem König von Frankreich vorgeschlagen wurde.
In ihrer Verärgerung bannte die Prätendentin auf das Königreich Neapel und die Grafschaft Provence ihn in ihren Staaten, was eine brutale Antwort von seitens Raimonds und seiner Mutter Aliénor, Dame de Meyrargues, hervorrief.
„Raimond de Turenne ist einer derjenigen, die ihr Recht normalerweise bis zur Spitze ihrer Schwerter und ihrer Dokumente in den Waffen tragen.“ schrieb treffend die provenzalische Schriftstellerin Marie Mauron.
Der Vicomte, einer der kühnsten Kapitäne des 14. Jahrhunderts, eilte, um seinen Ruhm und seine Würde zu verteidigen, und fand sich gleichzeitig verpflichtet, die päpstlichen Truppen zu bekämpfen, deren Kapitän er immer noch war, die Armee von Georges de Marle, Seneschall der Provence, die des Rektors des Comtat (Odon de Villars), und die seines Schwagers, Ludwig II. von Poitiers, Graf von Valentinois.

#### Ein hervorragender Unterhändler
Raimond de Turenne erwies sich mit seinem Gefühl für den Augenblick und seiner außergewöhnlichen Fähigkeit, alle Gelegenheiten zu ergreifen, nicht nur als beeindruckender Krieger, sondern vor allem auch ein bemerkenswerter Unterhändler für alles, was mit seinen eigenen Interessen zusammenhängt. Energiegeladen und schlagfertig, weitsichtig und umtriebig, trugen seine Kampfansagen und seine diplomatischen Auseinandersetzungen ebenso zum Ruf des Vicomte bei wie das spöttische und erstaunliche Schicksal dieses herausragenden Kriegstreibers. Und seine Gewinnsucht entdeckte den schnellen Weg, reich zu werden.
Das schlüssigste Ergebnis seiner Verhandlungen war, dass ihm jedes Mal das Papsttum oder die Regentin der Provence genügend finanzielle Unterstützung gewährten, um eine neue Armee zu rekrutieren, nachdem die vorherige entlassen worden war.

### Der Vicomte verheiratet seine Tochter Antoinette an Boucicaut
Obwohl er als „Geißel der Provence“ betrachtet wurde, schätze man ihn dennoch am französischen Hof. Am 27. und 28. Januar 1390, während des Königs Aufenthalt in Avignon, bestand Clemens VII., der nur den Namen Raimond de Turenne im Mund hatte, darauf, dass die königliche Armee ihn neutralisieren solle. Die Marmousets, die ihren Plan hatten, sahen das nicht so und rieten dem Papst zu Verhandlungen.

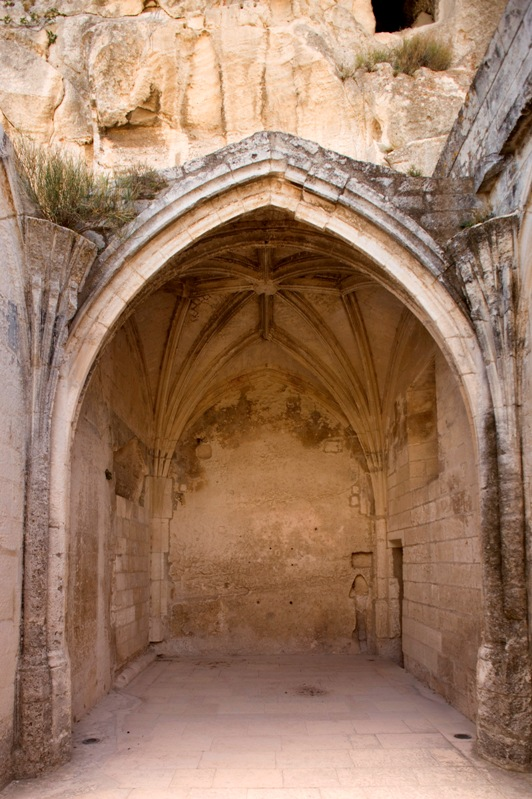
Die Reste der Burgkapelle in Les Baux in der Antoinette de Turenne den Marschall Boucicaut heiratete.

Clemens VII. begriff dann, dass nur in diesem Fall Karl VI. von Frankreich bereit wäre, Rom zu betreten, um ihn auf dem Thron von St. Peter zu installieren. Zur gleichen Zeit kehrte das Königreich Neapel zu Ludwig II. von Anjou zurück, dem Vetter des Königs von Frankreich, mit Raimond de Turenne als Generalkapitän, während die Provence eine Apanage von Louis II. de Bourbon wurde, der Guillaume Roger de Beaufort zum Seneschall ernannte. Sogar eine eheliche Verbindung zwischen dem Jüngeren Haus Anjou und den Roger de Beaufort wurde in Betracht gezogen.
Aber diese Ehe kam nicht zustande, da sie keine königliche Gunst mehr hatte. Der Staatsrat zog es vor, für Boucicaut zu stimmen. Am 25. Juni 1393 erhielten zwei Abgesandte des Königs in Abbeville Anweisungen zur Heirat des Marschalls mit Antoinette de Turenne, einer Ehe, die auch ihr Vater favorisierte.
Diese Briefe enthalten den berühmten Absatz, den manche für apokryph halten: „Wenn der Heilige Vater oder andere sagten, dass die Ehe des Bruders [Charles du Maine] des besagten Königs von Sizilien mit der besagten Tochter [Antoinette] verhandelt werde oder verhandelt wurde, sei geantwortet, dass der besagte Messire Raimond gesagt habe, er sehe lieber seine Tochter tot als mit dem Bruder des besagten Königs verheiratet. Weil er ein zu großer Herr ist. Und er möchte sie mit einem Mann verheiraten, von dem er bedient werden kann, und dass ihm Ehre zuteil wird, und nicht mit einem Herrn, vor dem er knien soll.“
Die Hochzeit zwischen Boucicaut und Antoinette de Turenne fand am 23. Dezember 1393 in der Burg von Les Baux in Anwesenheit von Raimond de Turenne statt. Im Januar 1394 ließ Guillaume III. Roger de Beaufort seinen Sohn wissen, dass er der Ansicht sei, dass seine Enkelin „mies verheiratet“ (méchamment mariée) sei mit diesem Boucicaut „der so unehrlich ist und sich unserer Herkunft schämt“ (a si grant deshoneur et honte de nostre lignage).

### Eine außergewöhnliche Persönlichkeit
Dieser Spross der festen und stolzen Wurzeln der Roger de Beaufort, selbstgerecht wegen seines Namens und seiner Abstammung, hätte sein Leben genießen können, zog es aber vor, es zu leben. Dieser freche Edelmann, der das höchste Empfinden zu seiner Würde hatte, fühlte sich zweifellos als Inhaber eines ungewöhnlichen Schicksals und konnte sein Schicksal bewundern. Mit Stolz erfüllt, ohne Rücksicht auf und ohne Mitleid mit dem vulgum pecus (dem gemeinen Volk), immer bereit, die geringste Herausforderung anzunehmen, hatte er mehr körperliche als moralische Kraft und fand überall Anlass für einen Krieg.
„Gewiss war er kriegerisch und hatte die Seele eines Anführers. Wenn er seine natürlichen Begabungen als Mann der Tat im Dienste einer edlen Sache eingesetzt hätte, besteht kein Zweifel, dass die Nachwelt ihn als großen Hauptmann anerkannt hätte; leider hatte er nicht genug Weisheit und Intelligenz, um zu verstehen, dass seine Unternehmungen auf lange Sicht zum Scheitern verurteilt waren“ kommentierte J. M. Marsily, Historiker aus Pertuis und Kenner der Roger de Beaufort.
Es ist jedoch immer leicht, das Schicksal im Nachhinein zu deuten. Es genügt zu sagen, dass Raimond de Turenne von Kindheit an überzeugt war, dass alles seinen leidenschaftlichen Wünschen nachgeben müsse, er sich vor den Widrigkeiten zu verneigen weigerte, und dass Entmutigung ein Exzess war, den er nicht kannte. Da er nicht in Betracht zog, dass seine Pläne durchkreuzt werden könnten, entfachte der geringste Widerstand seinen Zorn. Der entschlossene Charakter dieses Mannes, der nach Ruhm strebt und wütend ist, verbunden mit einem unerschütterlichen Vertrauen in sich selbst, ermöglichte es ihm, seine Habgier zu bedienen und seine eigene Zukunft zu gestalten.
Für diesen Adligen mit seinem Rachedurst konnte dieses chancenreiche Leben, zu dem ihn sein mutiges Temperament einlud, nur in diesen fortwährenden Kriegen enden, die für ihn mehr als nur ein Ventil waren. Dieser Liebhaber des Ruhms offenbarte sich üblicherweise in unvorstellbar kühnen Taten. Sein gewalttätiges Temperament, sein Reichtum im Finden flinker Mittel, seine Ungestüm und seine Tapferkeit machten ihn zu einem grausamen Kriegsherrn: Raimond de Turenne „hat strategisch gedacht und primitiv gehandelt“ (René Char).

### Zwei Porträts von Raimond de Turenne

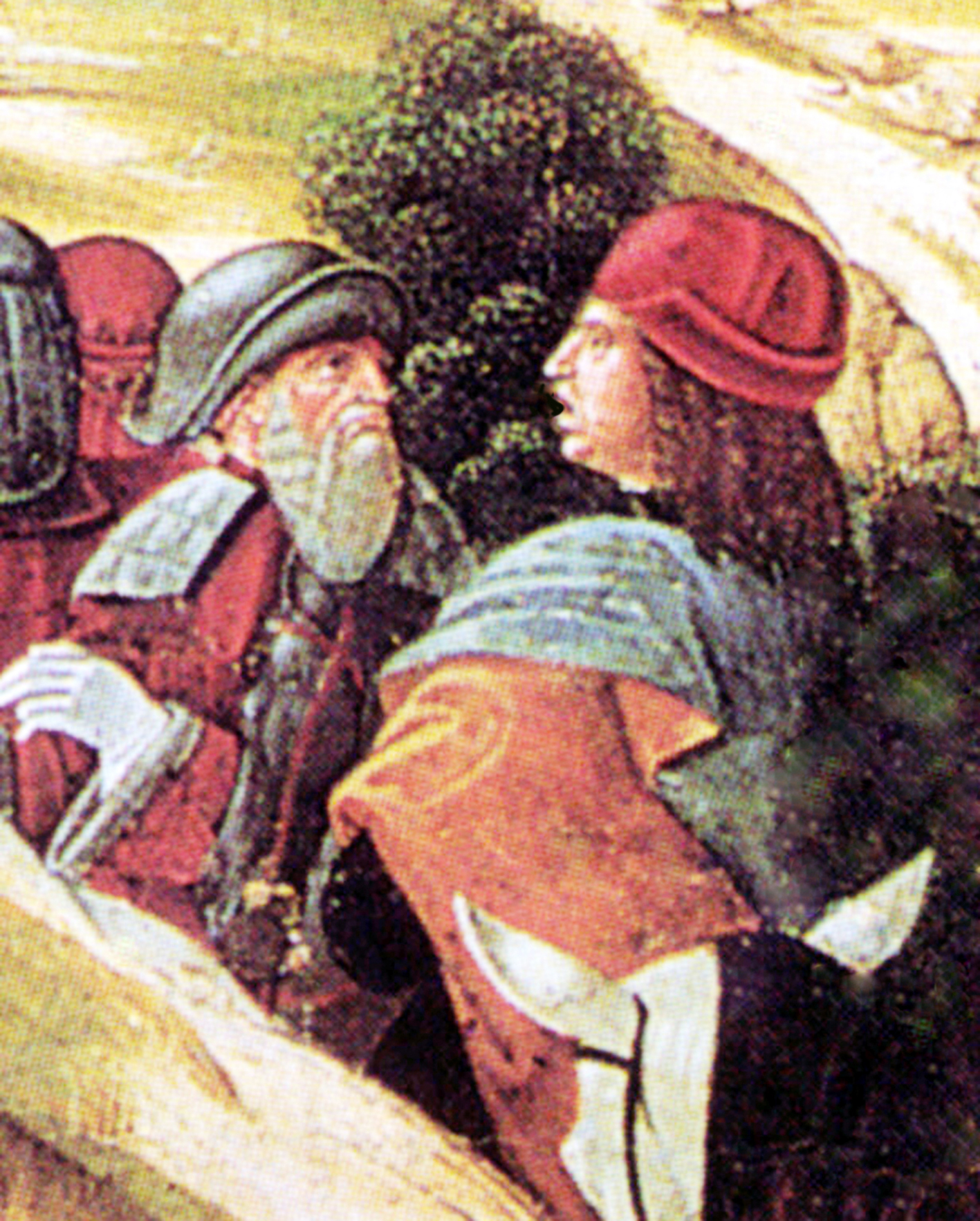
Juan Fernández de Heredia und Raimond de Turenne

César Nostradamus hat ein Fresko in der Burg Les Baux beschrieben, auf dem Raimond de Turenne dargestellt war: „Er war von voller und kantiger Figur, eher groß als klein, hatte starke und robuste Gliedmaßen, der Kopf war dick und rund, das Gesicht voll und speckig, der Teint honigfarben und ging ins gebräunte, die Haar kraus und schwarz, die Brauen und Augen ebenso, das Fleisch zwischen den Augenbrauen aufgebläht mit einer angedeuteten Höckernase… Abgesehen davon, dass sie zusammen ein ziemlich stolzes und angenehmes Äußeres haben, das einem Mann von gutem und hohem Haus ähnelt und der leicht eine Ungerechtigkeit nicht ertragen konnte.“
Wenn dieses Fresko den von Richelieu angeordneten Abriss der provenzalischen Festung im Jahre 1632 nicht überlebte, so ist seine Beschreibung genau genug, um den abgebildeten Päpstlichen Kapitän zwei Mal auf Fresken Benvenuto di Giovannis im Hospital Santa-Maria della Scala in Siena identifizieren zu können. Auf dem ersten steht er Juan Fernández de Heredia, dem Großmeister des Johanniterordens gegenüber, auf dem zweiten erscheint er unter den päpstlichen Truppen und neben seinem Onkel Gregor XI.
Wenn dieses zweite Porträt aufgrund des Helms nicht zulässt, die Übereinstimmung mit dem Fresko von Les Baux zu prüfen, ist es vor allem das erste, das alle vom provenzalischen Historiker beschriebenen Merkmale wiedergibt.

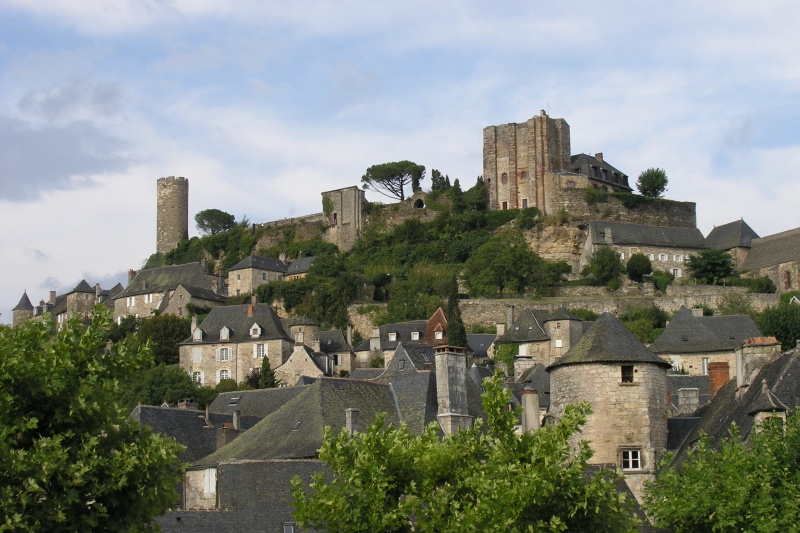
Die Burg Turenne (Corrèze)

### Sein Lebensende
Entgegen einer ebenso falschen wie hartnäckigen Legende ertrank Raimond nicht am 7. Juli 1399 in der Rhône bei Tarascon. Er ließ sich in seiner Vizegrafschaft Turenne nieder, wo er als Raimond VIII. bekannt ist.
Wir finden ihn in der Tat am 4. April 1402 in Brantes, am Fuß des Mont Ventoux, bei einer Transaktion zwischen Odo von Thoire und Villars, Ehemann seiner Nichte Alix des Baux, und Philippe de Lévis, ihrem Neffen, der sich Raimond gegenüber vorsichtig zeigte bezüglich der Überprüfung der Vereinbarung zwischen dem Vicomte, Odon und Alix. Im Falle der Nichteinhaltung des Vertrages verpflichteten die beiden letzteren sich, Raimond de Turenne 50.000 Gulden zu zahlen.
Am 11. Februar 1408 hob Benedikt XIII., der sich in Porto Venere am Golf von Genua aufhielt, auf Ersuchen von Boucicaut, Schwiegersohn des Vicomte und französischer Gouverneur der „superba repubblica“ (Republik Genua), die Exkommunikation Raimond de Turennes auf und gibt ihm die Absolution von allem, was er bisher sowohl unter dem Pontifikat von Clemens VII. als auch von ihm erlitten hatte. Raimond VIII. akzeptierte sogar, dass Ameil du Breuil, der Erzbischof von Tours, beauftragt wurde, ihn von der Exkommunikation zu entbinden. Zu dieser Zeit wird also der Vicomte in seiner Grafschaft Beaufort-en-Vallée, die der Erzdiözese Tours unterstand, gewesen sein.
Schließlich schickte Karl VI. von Frankreich am 22. September 1411 einen Brief an seinen Seneschall von Limousin wegen einer Beschwerde, die sein „geliebter und treuer Vetter Raimond de Turenne, Comte de Beaufort et d’Alès, Vicomte de Turenne et de Valernes“ bezüglich der Festung Cazillac, die sich im Zentrum der Vizegrafschaft Turenne befindet und als Zufluchtsort für die Feinde des Königs dient, überbracht hatte. Karl VI. gibt dem Vicomte recht und fordert den Seneschall auf, die Burg zerstören zu lassen.
Antoinette, die einzige Tochter Raimonds, und sein Schwiegersohn Boucicaut, traten erst am 4. April 1413 als Vicomte und Vicomtesse de Turenne auf. Raimond de Turenne starb somit ohne Zweifel im Lauf des Monats März dieses Jahres. Wo er starb ist ebenso unbekannt wie der Ort der Bestattung.